# Léon Rogé
Pour les articles homonymes, voir Rogé.
Léon Rogé, né le 9 juillet 1924 et mort le 12 septembre 1969, est un homme politique français, militant du parti communiste français, conseiller municipal de Dieppe (1953-1965), conseiller général de Dieppe (1964-1969), sénateur de la Seine-Maritime (1968-1969). Il était professeur d’éducation physique.

## Biographie
Fils ainé d’un livreur boucher, Henri Rogé (1895-1974) et d’Henriette Rogé (1899-1976), femme de ménage, Léon Rogé grandit à Saint-Ouen (Seine-Saint-Denis). 
Docker (1943-1944), professeur d’enseignement général (1944-1948), puis professeur d’éducation physique à la Ville de Paris, il milite alors aux jeunesses ouvrières chrétiennes (JOC) dont il est le responsable à Saint-Ouen. 
En 1949, il est étudiant à l’École nationale supérieure d’éducation physique dont il sort professeur d’éducation physique en 1952. C'est durant cette période qu'il s'engage au  Parti communiste français à l’occasion de l’affaire concernant Robert Mérand, un militant du PCF qui risquait le renvoi. 
Affecté à Dieppe en 1952, au collège Jehan Ango, Léon Rogé adhère au Syndicat national de l’éducation physique et sportive et rejoint la section de Dieppe du PCF au sein de laquelle il s'impose. Il est élu conseiller municipal de Dieppe en 1953, sur la liste menée par Jean Mallet, puis l'année suivante est élu secrétaire de la section PCF de Dieppe.  
A deux reprises, en 1957 et en 1959, il mène la liste du PCF pour les élections municipales et, à chaque fois, est battu par la liste de droite, menée par le maire (indépendant) Etienne Gueirard. 
Lors des élections législatives de 1962, Léon Rogé obtint 8 393 suffrages contre notamment 8 800 au candidat SFIO, Louis Boisson. Pour assurer la victoire de ce dernier, Léon Rogé se désiste et permet l'élection de Boisson à l’Assemblée Nationale. Lors des élections législatives de 1967, Léon Rogé devance Louis Boisson. C’est alors la 1ère fois, qu’un candidat communiste arrive en tête des forces de gauche dans la 9e circonscription de Seine-Maritime. Candidat unique de la gauche au second tour, Léon Rogé est néanmoins battu par le candidat gaulliste, Raymond Offroy. L'année suivante, en juin 1968, Rogé ne passe pas le premier tour, laissant au second tour, Boisson affronter et se faire battre par Raymond Offroy. 
Durant cette période, Léon Rogé a néanmoins été élu conseiller général du canton de Dieppe (1964) et développe des cellules du PCF dans tous les quartiers de Dieppe ainsi que dans les entreprises et les administrations. En septembre 1968, il est présenté par la fédération de Seine-Maritime du PCF comme tête de liste pour les élections sénatoriales de Seine-Maritime. Léon Rogé est alors le premier communiste de Seine-Maritime à être élu sénateur. 
Léon Rogé meurt subitement d'une crise cardiaque le 12 septembre 1969 à l'âge de 45 ans.

## Détail des fonctions et des mandats
Mandat parlementaire
- 22 septembre 1968 - 12 septembre 1969 : Sénateur de la Seine-Maritime